# محمد صوعان
محمد حسين صوعان صميلي مواليد 9 أغسطس 2000 في جدة، السعودية، هو لاعب كرة قدم سعودي يلعب مع نادي الخلود معار من نادي الاتحاد.
لعب في الفئات السنية في نادي الاتحاد و أعير إلى نادي جدة ونادي الخلود.